# Gia Bình (phường)
Gia Bình là một phường thuộc thị xã Trảng Bàng, tỉnh Tây Ninh, Việt Nam.

## Địa lý
Phường Gia Bình nằm gần trung tâm thị xã Trảng Bàng, có vị trí địa lý:
- Phía đông giáp phường Gia Lộc
- Phía tây và phía bắc giáp huyện Gò Dầu
- Phía nam giáp phường An Hòa

Phường Gia Bình có diện tích 12,01 km², dân số năm 2019 là 11.524 người, mật độ dân số đạt 960 người/km².

## Hành chính
Phường Gia Bình được chia thành 5 khu phố: Chánh, Bình Nguyên 1, Bình Nguyên 2, Phước Hiệp, Phước Hậu.

## Lịch sử
Trước đây, Gia Bình là một xã thuộc huyện Trảng Bàng.
Ngày 10 tháng 1 năm 2020, Ủy ban Thường vụ Quốc hội ban hành Nghị quyết số 865/NQ-UBTVQH14 (nghị quyết có hiệu lực từ ngày 1 tháng 2 năm 2020). Theo đó, thành lập phường Gia Bình thuộc thị xã Trảng Bàng trên cơ sở toàn bộ 12,01 km² diện tích tự nhiên và 11.524 người của xã Gia Bình.